# Pau López
Pau López Sabata (Girona, 13 december 1994) is een Spaans voetballer die als doelman speelt. Hij tekende in juli 2019 een contract tot medio 2024 bij AS Roma, dat €23.500.000,- voor hem betaalde aan Real Betis. López debuteerde in 2018 in het Spaans voetbalelftal.

## Clubcarrière
López werd op twaalfjarige leeftijd opgenomen in de jeugdopleiding van RCD Espanyol. Hij debuteerde in het seizoen 2013/14 in het tweede elftal. Hij zette op 12 juni 2014 zijn handtekening onder een nieuw, vierjarig contract en werd hij bij het eerste elftal gehaald. López maakte op 17 december 2014 zijn debuut in de hoofdmacht van Espanyol, tijdens een wedstrijd in de Copa del Rey tegen Deportivo Alavés. Zijn competitiedebuut volgde op 1 februari 2015, uit tegen Sevilla FC. Pau López verving die dag Kiko Casilla, die een rode kaart kreeg.

## Clubstatistieken
| Seizoen | Club                | Competitie       | Competitie | Competitie | Beker | Beker | Internationaal | Internationaal | Totaal | Totaal |
| Seizoen | Club                | Competitie       | Wed.       | Dlp.       | Wed.  | Dlp.  | Wed.           | Dlp.           | Wed.   | Dlp.   |
| ------- | ------------------- | ---------------- | ---------- | ---------- | ----- | ----- | -------------- | -------------- | ------ | ------ |
| 2014/15 | RCD Espanyol        | Primera División | 2          | 0          | 8     | 0     | —              | —              | 10     | 0      |
| 2015/16 | RCD Espanyol        | Primera División | 36         | 0          | 2     | 0     | —              | —              | 38     | 0      |
| 2016/17 | → Tottenham Hotspur | Premier League   | 0          | 0          | 0     | 0     | 0              | 0              | 0      | 0      |
| 2017/18 | RCD Espanyol        | Primera División | 29         | 0          | 1     | 0     | —              | —              | 30     | 0      |
| 2018/19 | Real Betis          | Primera División | 33         | 0          | 0     | 0     | 2              | 0              | 35     | 0      |
| 2019/20 | AS Roma             | Serie A          | 1          | 0          | 0     | 0     | —              | —              | 0      | 0      |
| Totaal  | Totaal              | Totaal           | 101        | 0          | 11    | 0     | 2              | 0              | 113    | 0      |

Bijgewerkt t/m 11 juli 2019

## Interlandcarrière
López maakte deel uit van Spanje –21 op het EK –21 van 2017. Hij keepte hier één wedstrijd. In de andere vier was hij reserve achter eerste keus Kepa Arrizabalaga. López debuteerde op 18 november 2018 in het Spaans voetbalelftal. Hij viel toen in de 75e minuut in voor diezelfde Arrizabalaga in een met 1–0 gewonnen oefeninterland thuis tegen Bosnië en Herzegovina.